# Regionalpark Kaunasser Stausee
Der Regionalpark Kaunasser Stausee (litauisch: Kauno Marios) ist ein Regionalpark in Litauen.
Der Grund für die Einrichtung des Regionalparks ist der Schutz und die Erhaltung der einzigartigen Landschaft des unteren Bereichs des Kaunasser Stausee, seines Ökosystems und des kulturellen Erbes am See. Er hat eine Größe von 101,73 km², davon entfallen 51,45 km² auf Wasserflächen und 38,78 km² auf Waldgebiete. Er ist einer von 30 Regionalparks in Litauen.
Der Stausee wurde vom Ende der 1950er bis Anfang der 1960er Jahre erbaut und ist Teil des Wasserkraftwerks Kaunas Mori. Das Aufstauen des Flusses Nemunas schuf nicht nur ein neues Landschaftsbild, das man jetzt an den neuen Felsformationen und den veränderten Mündungen der Zuflüsse, die inzwischen von den Einheimischen Fjorde genannt werden, erkennen kann. An den flacheren Rändern des Stausees bildeten sich Sümpfe, in denen inzwischen fast alle Wasservogelarten Litauens heimisch geworden sind. Auch in den alten Kiefernwäldern bei Rumšiškės und Dabinta herrscht eine große Vielfalt an Tier- und Pflanzenarten, so lebt dort zum Beispiel eine der größten Siebenschläfer-Populationen.

## Sehenswürdigkeiten
- Das Botanisches Reservat Arlaviškis der vor allem für sein Wachholdertal bekannt ist.

- Der Girionys-Park ist ein Landschaftspark der 1962 am östlichen Stadtrand von Kaunas um das Dorf Girionys angelegt wurde. Mit einer Fläche von 130 ha ist er der größte dendrologische Park in Litauen. Seit 1963 pflanzt jeder Abschlussjahrgang der Forsthochschule Kaunas eine Eiche. Zusammen mit dem Kiefernwald von Raguoliai und den Schutzpflanzungen an den Hängen des Stausee beträgt die Gesamtfläche diese Teils des Parks 250 ha.